# Ivresse et Conséquences
Pour plus de détails, voir Fiche technique et Distribution.
Ivresse et Conséquences ou Typiquement masculin au Québec (A Guy Thing) est un film américain réalisé par Chris Koch, sorti en 2003.

## Synopsis
Paul doit épouser Karen, la femme parfaite. Tout semble se dérouler à merveille jusqu'à ce qu'il se réveille au côté d'une belle inconnue le lendemain de son enterrement de vie de garçon.

## Fiche technique
- Titre français : Ivresse et Conséquences
- Titre québécois : Typiquement masculin
- Titre original : A Guy Thing
- Réalisation : Chris Koch
- Scénario : Greg Glienna (en), Pete Schwaba, Matt Tarses et Bill Wrubel
- Production : David Kerwin, David Ladd (en), David Nicksay et Danielle Sterling
- Société de production : Metro-Goldwyn-Mayer
- Budget : 20 millions de dollars (15,17 millions d'euros)
- Musique : Mark Mothersbaugh
- Photographie : Robbie Greenberg
- Montage : David Moritz
- Décors : Dan Davis
- Costumes : Pamela Withers
- Pays d'origine :  États-Unis
- Format : Couleurs - 1,85:1 - DTS / Dolby Digital - 35 mm
- Genre : Comédie romantique
- Durée : 101 minutes
- Dates de sortie :
  - États-Unis : 17 janvier 2003
  - France : 11 août 2004

## Distribution
- Jason Lee (VF : Patrick Mancini ; VQ : Gilbert Lachance) : Paul Morse
- Julia Stiles (VF : Barbara Tissier ; VQ : Camille Cyr-Desmarais) : Becky Jackon
- Selma Blair (VF : Julie Dumas ; VQ : Valérie Gagné) : Karen Cooper
- James Brolin (VF : Féodor Atkine ; VQ : Mario Desmarais) : Ken Cooper
- Shawn Hatosy (VF : Luc Boulad ; VQ : Joël Legendre) : Jim
- Lochlyn Munro (VF : Lionel Tua ; VQ : Martin Watier) : Ray Donovan
- Diana Scarwid (VF : Pascale Jacquemont ; VQ : Johanne Garneau) : Sandra Cooper
- David Koechner (VF : Marc Alfos ; VQ : Marc Bellier) : Buck Morse
- Julie Hagerty (VQ : Claudine Chatel) : Dorothy Morse
- Thomas Lennon (VF : Gérard Darier) : Pete Morse
- Jackie Burroughs (en) (VF : Annick Alane) : la tante Budge
- Jay Brazeau (VF : Jean-Claude Sachot) : Howard
- Matthew Walker (VF : Jean-Claude Balard) : le père Green
- Fred Ewanuick (VF : Jean-Loup Horwitz) : Jeff
- Lisa Calder : Tonya
- Ron Selmour (VF : Frantz Confiac) : Doc
- Gus Lynch (VF : Sylvain Lemarié) : l'agent Harris
- Fiona Hogan (en) (VF : Caroline Jacquin) : l'agent Roberts
- Larry Miller (VF : Jérôme Keen) : le père Ferris (non crédité)

## Autour du film
- Le tournage s'est déroulé de novembre 2001 à février 2002 à Seattle et Vancouver.
- Dans la scène où Paul se rend à la droguerie, on peut apercevoir le père du réalisateur au comptoir.

## Bande originale
- Brand New Car, interprété par Buddy Scott Trio
- Strangers in the Night, interprété par Wayne Newton
- Mr. E's Beautiful Blues, interprété par EELS
- The Best Is Yet To Come, interprété par Michael Andrews
- Jungle Telegraph, interprété par EELS
- Family Tree, interprété par Ben Kweller
- Lust for Life, interprété par Buddy Scott Trio
- The Anniversary Song, interprété par Arthur Murray Orchestra
- Dr Earl Radio Show, interprété par Earl Nightingale
- Process, interprété par Reno's Men
- Kamera, interprété par Wilco
- Drive, interprété par James Murphy
- One by One All Day, interprété par The Shins
- The Object, interprété par MC Honky
- Across the Alley from the Alamo, interprété par Bob Wills
- You Gotta Feel It, interprété par Spoon
- Cherokee Maiden, interprété par Bob Wills
- Bobbie Sue, interprété par The Oakridge Boys
- Knock Three Times, interprété par Tony Orlando and Dawn (en)
- Islands in the Stream, composé par Barry Gibb, Maurice Gibb et Robin Gibb
- New Shoes, interprété par The Briefs (en)
- Born Free, interprété par Buddy Scott Trio
- How It Should Be (Sha Sha), interprété par Ben Kweller
- Blink, interprété par Ringo Starr
- New Day, interprété par James Murphy